# 梅山街道 (雨花台区)
梅山街道，是中华人民共和国江苏省南京市雨花台区下辖的一个乡镇级行政单位。

## 简介
梅山街道位于南京西南郊区，距离南京市中心约20公里。东临沪宁高速公路和江宁区谷里街道，西依长江与浦口区隔江相望。南接江宁区江宁街道，北靠板桥街道与板桥新城。距离南京市禄口国际机场与安徽省马鞍山市中心约30公里，宁铜铁路与205国道公路从街道中间穿过。梅山街道地理位置得天独厚，水陆交通便利，区位优势独特，基础设施完善，技术人才密集。
梅山街道办事处辖区占地面积近10平方公里，常住人口约六万。辖区驻有宝钢集团梅山公司、宝钢化工梅山公司等大中型企业。梅山街道办事处是在宝钢集团梅山公司社区管理委员会基础上成立的，经过宝钢集团和南京市雨花台区人民政府两年的双重管理运作，于2003年12月12日正式移交南京市雨花台区人民政府管辖。辖区内有梅山高级中学、梅山第一中学、梅山第一小学等五所中小学，目前2015年9月前上小学的学生都使用上海市教材。

## 行政区划
梅山街道下辖以下地区：
中兴路社区、上怡新村社区、梅清苑社区、梅岭社区和梅欣社区。
2012年8月，为了进一步完善社区功能，规范社区运行机制，强化综合管理和服务功能，更好地促进社区资源有效利用，梅山街道由7个社区整合为5个社区。
梅清苑社区居委会与上怡二村社区居委会合并，共3472户。新成立的社区名称定为“梅清苑社区居委会”，原上怡二村社区居委会撤销，办公地点设在原上怡二村社区居委会办公地点。梅岭社区居委会与梅苑社区居委会合并，共3531户。新成立的社区名称定为“梅岭社区居委会”，原梅苑社区居委会撤销，办公地点设在原梅苑社区居委会办公地点。原居委会办公地点作为社区服务点和居民活动点，便于社区居委会平稳过渡。